# Amblyosporium botrytis
Amblyosporium botrytis är en svampart som beskrevs av Fresen. 1863. Amblyosporium botrytis ingår i släktet Amblyosporium, divisionen sporsäcksvampar och riket svampar.   Inga underarter finns listade i Catalogue of Life.